# Guillermo Beckert

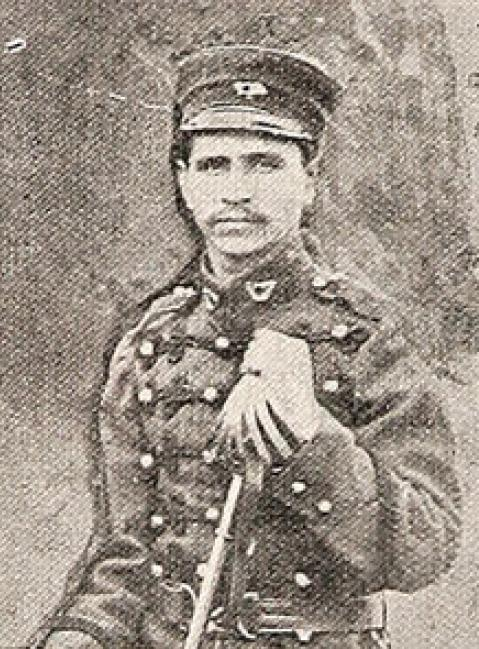
Exequiel Tapia quien fue asesinado por el Canciller Beckert.

Guillermo Beckert Trambauer (Núremberg, Imperio Alemán, 1870 - Santiago de Chile, 5 de julio de 1910) fue un diplomático alemán. Se desempeñó como canciller del Imperio alemán en Chile a principios del siglo XX. Durante su misión diplomática fingió su propio asesinato para ocultar un desfalco, matando para esto al funcionario de la embajada Exequiel Tapia.

## Biografía
En 1889 emigró a Chile. Realizó diversos empleos en ciudades del sur de Chile y Santiago. Ingreso a la Compañía de Jesús, y enseñando en el Colegio San Ignacio de donde fue expulsado, regresando a la vida seglar.
Ingresó como Canciller en la Legación del Imperio Alemán en Santiago, con funciones de tesorero, contador, archivero y contable. Contrajo matrimonio con la ciudadana chilena Natalia López U. y tuvo dos amantes: Sara Neira y Mercedes Pacheco.
El viernes 5 de febrero de 1909 se inició un fuego en la legación Imperial Alemana ubicada en la calle Nataniel Cox N°112, esquina de Alonso Ovalle en Santiago. Al remover los escombros se encontró el cuerpo del que se supuso de inmediato que era el canciller Guillermo Beckert Trambauer.
El Ministro Plenipotenciario de Alemania, Barón Von Bodman identificó el cadáver como el del canciller Beckert, pues aunque estaba calcinado e irreconocible, su reloj, colleras y anillos, además de otras pertenencias lo identificaban. En vista de tales evidencias, los médicos alemanes Max Westenhöfer y Otto Aichel, certificaron su muerte.
La culpa del incendio y la muerte del canciller recayó de inmediato en el portero de la embajada Exequiel Tapia, el cual estaba desaparecido desde el incendio. El móvil era el robo, pues en la caja fuerte de la delegación faltaban 25.000 pesos. Además Beckert recibió varios anónimos con amenazas de muerte semanas antes del incendio. El gobierno de Alemania comenzaba a poner sus ojos en la Patagonia chilena a modo de indemnización.
Sin embargo, varias dudas surgieron en este caso. Beckert fue visto por un testigo la noche de su muerte.
Debido a la conmoción nacional y la integridad de las pruebas, un solemne funeral fue celebrado al canciller, sin embargo, al día siguiente, surgen inesperados resultados de pericias odontológicas realizadas por el doctor Germán Valenzuela Basterrica, profesor de la Escuela Dental de la Universidad de Chile, a sus mandíbulas, cenizas y partes blandas encontradas. Tales hallazgos descubrieron la verdadera identidad del cadáver de la embajada: se trataba de Exequiel Tapia. Beckert planeó el "crimen perfecto", pero debido al cambio de los planes jurídicos y policiales fue atrapado al tratar de cruzar a Argentina por la zona de Lonquimay. El presidente Pedro Montt ofreció al doctor Basterrica lo que quisiera, quien no dudó en solicitar "la construcción de una Escuela Dental moderna, que tanta falta hace al país", la cual fue inaugurada por el presidente Don Ramón Barros Luco en 1911, dos años más tarde.
El juicio de Beckert duró un año, siendo finalmente sentenciado a muerte por fusilamiento. Pidió el indulto al Presidente Montt, quien se lo negó. Fue cumplida su sentencia la madrugada del 5 de julio de 1910.